# زندگی در مترو
زندگی در مترو (به هندی: Life in a... Metro) فیلمی محصول سال ۲۰۰۷ و به کارگردانی آنوراگ باسو است. در این فیلم بازیگرانی همچون درمندرا، نفیسه علی، شیلپا شتی، کی کی منون، شاینی آهوجا، عرفان خان، کونکونا سن شارما، کانگانا رانوت، شارمان جوشی ایفای نقش کرده‌اند.